# Sophía Laskarídou
Pour les articles homonymes, voir Laskarídou.
Sophía Laskarídou, en grec moderne : Σοφία Λασκαρίδου,(1882-1965), est une artiste grecque bien connue pour ses peintures impressionnistes au début du XXe siècle. Plus tard, elle sera plus connue pour sa vie que pour son œuvre. 

## Biographie
Sophía Laskarídou naît à Athènes, en Grèce, en 1882,,,. Elle est issue d'une famille aisée et cosmopolite. Son père, Láskari Laskarídi, a été élevé à Londres. Sa mère, Ekaterínis Christománou, née et élevée à Vienne, était une pionnière de l'éducation des femmes. Elle a fondé une école de filles à Athènes, en 1864 et a été la première à développer l'éducation physique pour les filles.
Sophía Laskarídou commence à peindre avant de recevoir une formation artistique. Elle s'est d'abord concentrée sur les paysages, en partie parce qu'elle n'avait pas les connaissances nécessaires pour représenter des personnages. Sa décision de peindre en plein air était inhabituelle dans la Grèce de l'époque, surtout pour une femme, car il y avait un danger constant en raison des voleurs présents en campagne. De 1897 à 1907, elle participe à d'importantes expositions d'art, dont une au Zappéion ainsi qu'à l'Exposition internationale de 1903. Elle étudie à l'École des beaux-arts d'Athènes, de 1903 à 1907, avec pour professeurs Constantínos Volanákis, Georgios Roilos (en), Nikifóros Lýtras et Geórgios Iakovídis. Elle étudie également avec Spyridon Vikatos (en). En 1906, elle organise une exposition commune avec Thália Florá-Karavía et en 1907, elle tient une exposition individuelle au mont Parnasse.

En 1908, elle part pour Munich, et de 1908 à 1916, elle séjourne en Allemagne et en France, où son travail reçoit un accueil positif[4]. Elle avait obtenu une bourse de la dotation Bozeiou qui lui permettait d'étudier à Munich où elle recevait des cours gratuits à l'école de l'Association des dames artistes. À Paris, elle étudie à l'Académie de la Grande-Chaumière et à l'Académie Colarossi à Paris.
Elle revient s'installer définitivement en Grèce en 1916. À cette époque, elle est considérée comme une artiste de premier plan. Elle expose en 1924 et 1927 et vend de nombreux tableaux. Par la suite, ses œuvres n'apparaissent plus que dans des expositions collectives occasionnelles. Des mythes se développent peu à peu sur son séjour en Europe, comme celui de sa liaison avec Pablo Picasso et Auguste Renoir, qui seront plus tard acceptés comme des faits avérés. En 1952, elle organise une rétrospective solo. Elle meurt à Athènes en 1965.